# Kombinat DAG Alfred Nobel Krzystkowice
Kombinat DAG Alfred Nobel Krzystkowice (Alfred Nobel Dynamit Aktien-Gesellschaft) – pozostałości niemieckiej fabryki amunicji na terenie lasów w okolicach Nowogrodu Bobrzańskiego. Zajmują ok. 35 km² powierzchni. Część terenu jest niedostępna z powodu przejęcia przez jednostkę wojskową oraz zakład karny w pobliskim Krzywańcu.
Fabryka została założona prawdopodobnie w 1939 roku jako filia koncernu IG Farben. Jej profil produkcji jest nie do końca poznany z powodu braku dokumentacji. Na bardzo ściśle strzeżonym terenie zakładu znajdowały się bloki mieszkalne i kasyna, własna straż pożarna i sieć kolejowa z licznymi rampami przeładunkowymi. Istniała tu też filia obozu koncentracyjnego Gross Rosen, którego więźniowie stanowili dużą część siły roboczej fabryki.
Część urządzeń została zdemontowana i ewakuowana krótko przed ofensywą armii radzieckiej, reszta zdemontowana i wywieziona przez Rosjan po wojnie. Do dziś pozostały konstrukcje betonowe, ruiny hal produkcyjnych, olbrzymie silosy pokryte kilkumetrową warstwą ziemi, na których zdążyły już wyrosnąć drzewa. Widoczne są pozostałości infrastruktury w postaci sieci dróg i linii kolejowych oraz schronów (służących w przypadku nalotów oraz wybuchów w wyniku wypadków przy pracy). Teren, obecnie niestrzeżony, stanowi okoliczną atrakcję turystyczną.

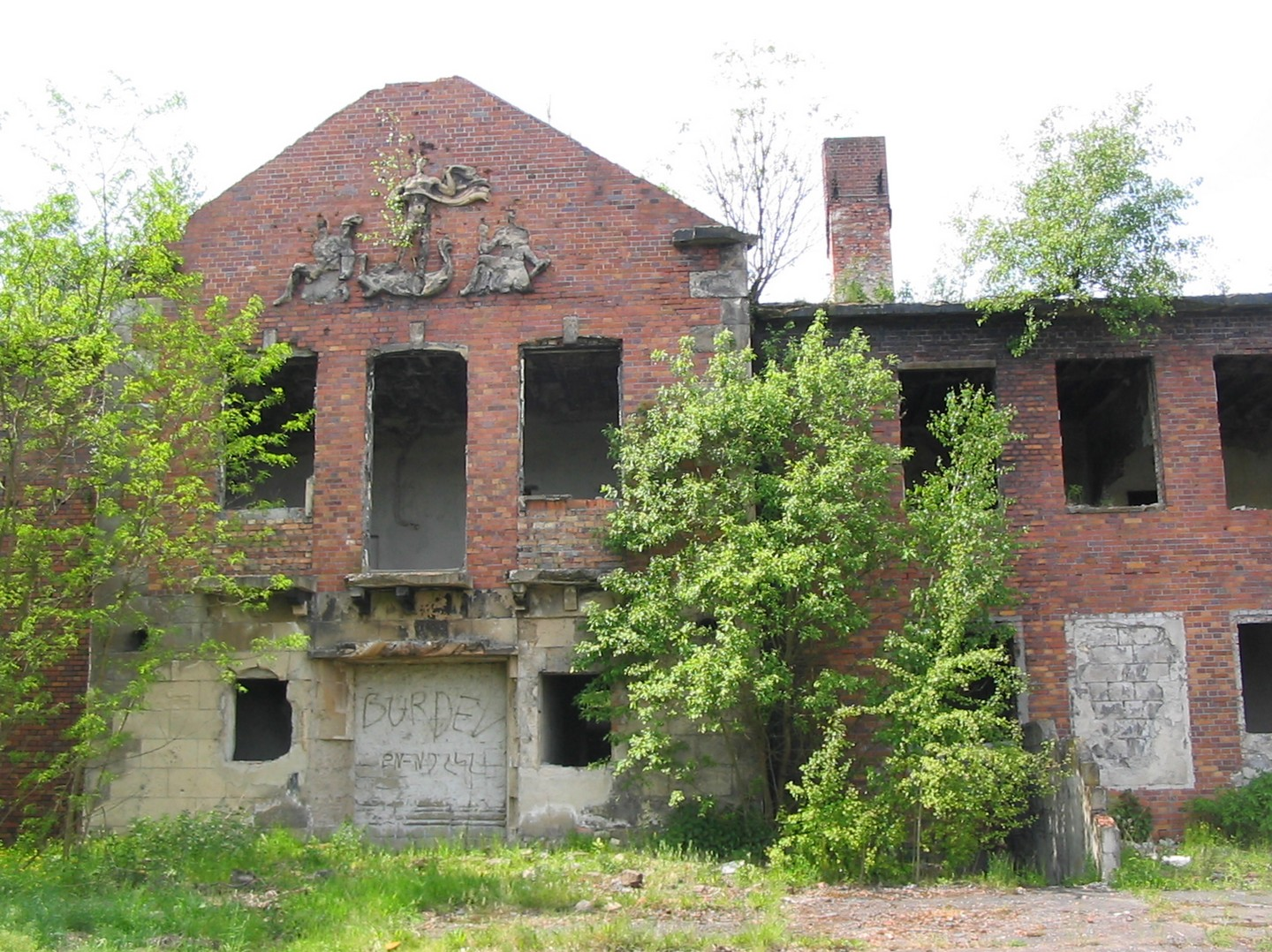
Pozostałości budynków biurowych (27 maja 2005)
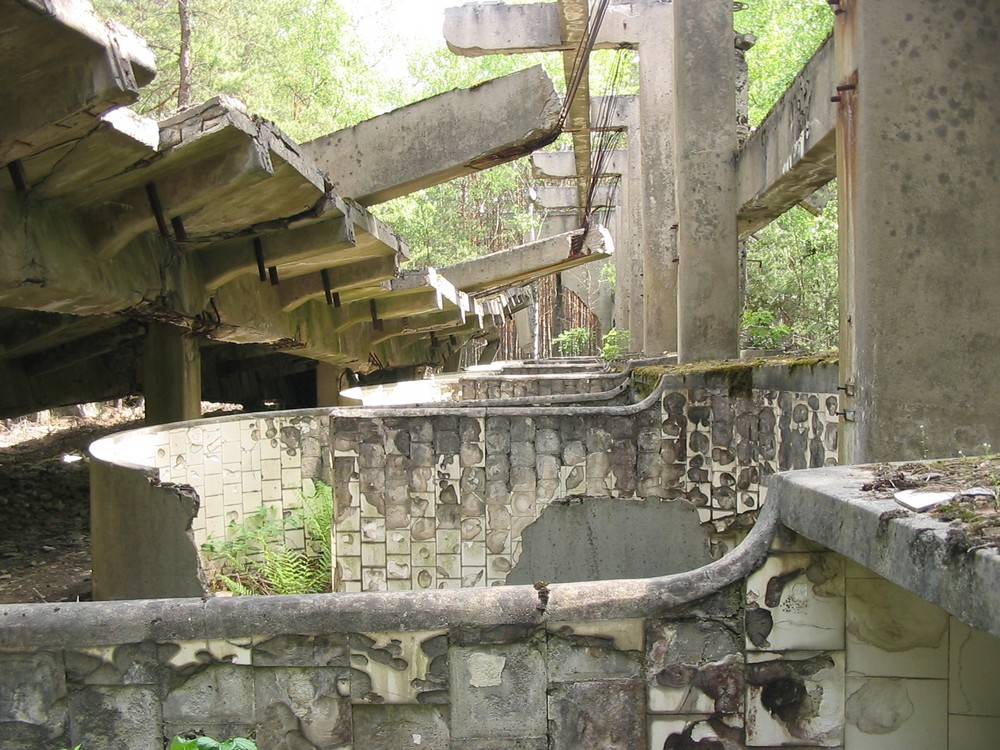
Ruiny hali produkcyjnej (27 maja 2005)
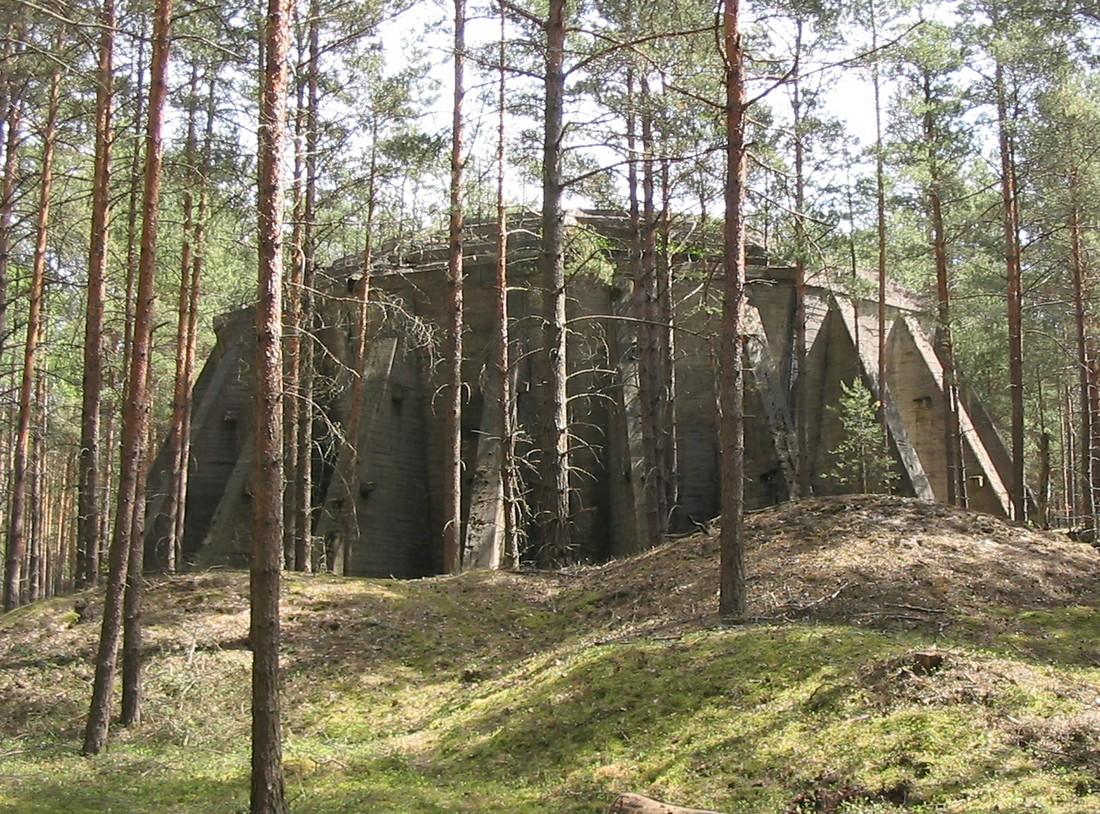
Magazyn otoczony wałem ziemnym (27 maja 2005)
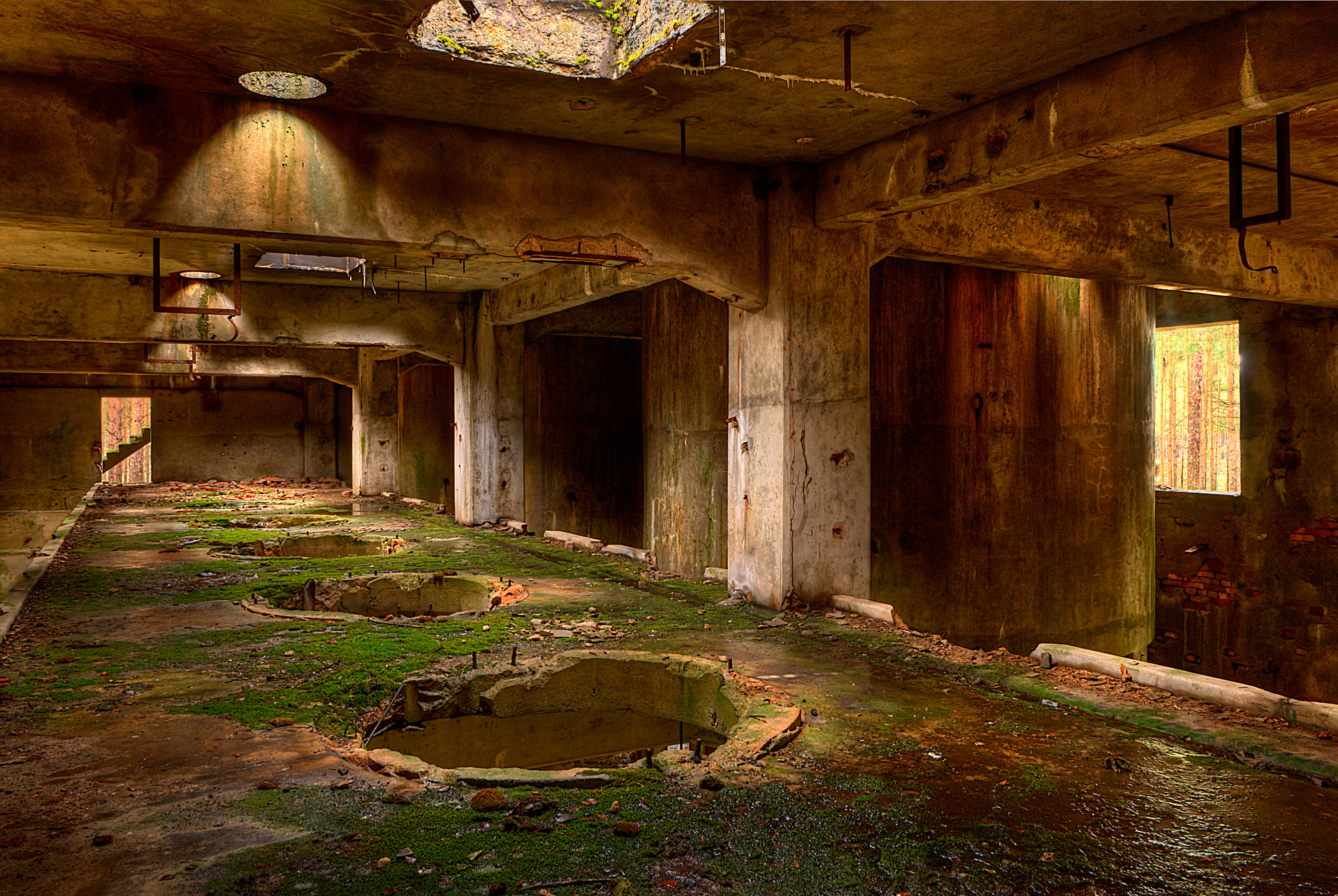
Wnętrze jednego z budynków kombinatu (21 stycznia 2012)